# Chey
Chey település Franciaországban, Deux-Sèvres megyében. Lakosainak száma 547 fő (2022. január 1.). Chey Chenay, Lezay, Sepvret és Melle (Franciaország) községekkel határos.

## Népesség
A település népességének változása:
| Lakosok száma | 606  | 572  | 579  | 567  | 563  | 559  | 554  | 550  | 547  |
|               | 2013 | 2015 | 2016 | 2017 | 2018 | 2019 | 2020 | 2021 | 2022 |